# Hormathiidae
Hormathiidae is een familie uit de orde van de zeeanemonen (Actiniaria). De familie is voor het eerst wetenschappelijk beschreven door Carlgren in 1925. De familie omvat 18 geslachten en 125 soorten.

## Geslachten
- Actinauge Verrill, 1883
- Adamsia Forbes, 1840
- Allantactis Danielssen, 1890
- Amphianthus Hertwig, 1882
- Calliactis Verrill, 1869
- Cataphellia Stephenson, 1929
- Chitonanthus
- Chondranthus Migot & Portmann, 1926
- Chondrophellia Carlgren, 1925
- Cricophorus Carlgren, 1924
- Gliactis
- Hormathia Gosse, 1859
- Hormathianthus Carlgren, 1943
- Leptoteichus Stephenson, 1918
- Monactis Riemann-Zürneck, 1986
- Paracalliactis Carlgren, 1928
- Paraphellia Haddon, 1889
- Paraphelliactis Carlgren, 1928
- Parastephanauge Dufaure, 1959
- Phelliactis Simon, 1892
- Stephanauge Verrill, 1899